# Sonnenberg (Brandebourg)
Sonnenberg  est une commune de Brandebourg (Allemagne), située dans l'arrondissement de Haute-Havel.

## Démographie
- Évolution de la population dans les limites actuelles. -- Ligne bleue: Population; Ligne pointillé: Comparaison avec le développement de Brandebourg -- Fond gris: Période du régime nazie; Fond rouge: Période du régime communiste

| Année | Population |
| ----- | ---------- |
| 1875  | 1 571      |
| 1890  | 1 510      |
| 1910  | 1 306      |
| 1925  | 1 381      |
| 1933  | 1 327      |
| 1939  | 1 237      |
| 1946  | 2 310      |
| 1950  | 2 035      |
| 1964  | 1 532      |
| 1971  | 1 508      |

| Année | Population |
| ----- | ---------- |
| 1981  | 1 243      |
| 1985  | 1 189      |
| 1989  | 1 066      |
| 1990  | 1 053      |
| 1991  | 1 044      |
| 1992  | 1 034      |
| 1993  | 1 024      |
| 1994  | 1 017      |
| 1995  | 989        |
| 1996  | 1 004      |

| Année | Population |
| ----- | ---------- |
| 1997  | 977        |
| 1998  | 960        |
| 1999  | 973        |
| 2000  | 974        |
| 2001  | 960        |
| 2002  | 953        |
| 2003  | 938        |
| 2004  | 934        |
| 2005  | 921        |
| 2006  | 904        |

| Année | Population |
| ----- | ---------- |
| 2007  | 911        |
| 2008  | 890        |
| 2009  | 891        |
| 2010  | 888        |
| 2011  | 855        |
| 2012  | 855        |
| 2013  | 841        |
| 2014  | 828        |
| 2015  | 823        |
| 2016  | 814        |

| Année | Population |
| ----- | ---------- |
| 2017  | 825        |
| 2018  | 835        |
| 2019  | 831        |
| 2020  | 845        |